# 細谷雄二
細谷 雄二（ほそや ゆうじ、1897年9月14日 - 1967年3月30日）は、日本の生理学者。大阪市立大学名誉教授。医学博士。アララギ派の歌人でもある。

## 経歴
1897年、山形県西村山郡谷地町（現・河北町）生まれ。1923年、東北帝國大学医学部を卒業した。
1925年、東北帝國大学医学部助教授に着任。1928年に学位論文『眼の光生理学的補遺(独文)』を東北帝国大学に提出して医学博士号を取得。
1932年、文部省在外研究員としてドイツへ留学。帰国後、1936年より台北帝國大学教授に任命され、医学部生理学第二講座を担当した。太平洋戦争終結後も中華民国国立台湾大学医学部教授として留用され、教務と診療にあたった。
日本引き上げ後、1949年に大阪市立医科大学教授となった。1953年7月、大阪市立医科大学学長に就任(1957年6月まで)。1955年からは大阪市立大学医学部長も兼ねた。大阪市立大学を退任した後、1963年からは大阪女子短期大学教授をつとめた。1967年3月30日、脳出血のため死去。

## 受賞・栄典
- 1967年：死去と同時に従三位・勲二等瑞宝章を受勲。

## 研究内容・業績
- 1937年、世界で初めて嗅粘膜の生理的メカニズムを電気信号として捉えることに成功し、論文『嗅粘膜の生物電気現象について』（吉田甫との共同研究）を発表。
- カエル・カメの円椎体内から紅色・黄色・藍色の感光物質を発見し、ヘルムホルツ三色学説に対して、化学的根拠を与えた。
- 視紅（Rhodopsin）の化学本態は複合蛋白質であって補欠分子簇はリン脂質（phospholipid）であると提唱。

## 歌人として
- 台北帝國大学医学部部歌の作詞者（作曲は小豆沢利之助）。
- 歌集『川二つ』初音書房
- 「朝ごとの水霜に枯るる庭の木下り来て百舌のあまた啼かぬも」
- 「疲れつつ夜の教室にまどろみて貧しく果てし父の夢みし」

## 家族・親族
- 長兄：細谷雄太は同じく医学博士。俳人としても知られ、俳号・細谷不句。
- 息子：細谷洋一は元産経新聞編集局長。元日本工業新聞社長。
- 義弟：井深大(ソニー名誉会長)はにあたる。娘婿に宗教学者の井門富二夫。